# Blood Stain Child
Blood Stain Child ist eine japanische Melodic-Death-Metal-Band mit Trance-Einflüssen aus Osaka.

## Geschichte
Ursprünglich mit dem Namen Visionquest wurde die Band 1999 von Sänger Ryo, den Gitarristen Ryu und Daiki, dem Keyboarder Aki und dem Schlagzeuger Violator gegründet. Im August 2000 wurde die Gruppe in Blood Stain Child umbenannt und begann mit den Aufnahmen für ihre erste Demo. Die vier Songs umfassende Demo wurde an einen Radiosender gesendet. Der DJ war von ihrer Musik so begeistert, dass er ein Treffen mit dem Plattenlabel M&I Company organisierte, welches die Band auch unter Vertrag nahm.
Der große Durchbruch gelang 2001, als zwei ihrer Lieder vom Profiwrestling aufgegriffen wurden. The World wurde zur Hymne des Wrestlers Kensuke Sasaki und Steel Flame wurde zum Titelsong des 30. Jahrestages der NJPW, einer professionellen Wrestlinggruppe.
Im Juni 2002 wurde ihr Debütalbum Silence of Northern Hell veröffentlicht und im Herbst desselben Jahres spielten sie als Vorband von Dream Evil auf deren Japan-Tour. Um ihre Musik ihren europäischen Idolen anzupassen, wandte sich die Band 2003 an den finnischen Produzenten Anssi Kippo, der die Arbeiten an ihrem zweiten Studioalbum Mystic Your Heart übernahm. Im März 2005 verließ Daiki die Band und wurde im April durch Shiromasa ersetzt. Im selben Jahr spielten sie ihr drittes Album Idolator ein. Diesmal übernahm der dänische Produzent Tue Madsen das Mastering. 2006 unterzeichneten sie einen Plattenvertrag mit dem deutschen Plattenlabel Dockyard 1, unter dem das Album europaweit veröffentlicht wurde. Anfang April 2007 bekam die Band Verstärkung von Sänger Sadew und Gitarrist G.S.R. Im Juli wurde ihr viertes Studioalbum Mozaiq veröffentlicht, das wieder von Tue Madsen produziert wurde.
Am 12. Juni 2010 gab Ryu über seinen Blog bekannt, dass Sadew die Band aus persönlichen Gründen verlassen würde. Kurze Zeit später stieg auch Schlagzeuger Violator aus. Im September wurde die Griechin Sophia als neue Sängerin sowie Gami als neuer Schlagzeuger vorgestellt. Am 15. Juni 2011 erschien ihr fünftes Album εpsilon. Am 21. Juli 2012 wurde verkündet, dass Sophia die Band als Hauptsängerin wieder verließe. Am 3. Dezember 2012 stellte die Band Kiki als neue Sängerin vor. Am 29. Januar 2014 erschien die Single „Last Stardust“.

## Musikstil und Einflüsse
Blood Stain Child kombiniert Elemente aus Dance und Trance mit Melodic Death Metal. Ihr Musikstil zu Beginn der Bandgeschichte wurde in einem Interview mit dem von Children of Bodom verglichen. Sie selbst nennen Heavyness, Aggressivität und Schönheit als Prinzipien beim Songwriting. In einem Interview aus 2011 wurden techno metal und futuristic metal als oft verwendete Beschreibung ihrer Musik genannt und die neue Sängerin Sophia nach ihrer Definition gefragt, die sie mit Alien invasion! gab.

## Diskografie

### Alben
- 2002: Silence of Northern Hell
- 2003: Mystic Your Heart
- 2005: Idolator
- 2007: mozaiq
- 2011: εpsilon
- 2018: The Legend (Kompilation)
- 2019: Amateras
- 2024: Metalia
- 2024: Cyberia

### Demos, EPs und Singles
- 2000: Demo 2000 (Demo)
- 2001: The World (EP)
- 2014: Last Stardust (EP)
- 2016: Nexus (EP)
- 2017: Tri Odyssey (EP)
- 2021: 2045 (Single)
- 2025: Starpeople (Single)
- 2025: Neola (Single)

### Sonstiges
- 2011: Princess Ghibli
- 2012: Princess Ghibli II